# 北美羅克韋爾 OV-10 野馬
北美羅克韋爾OV-10野馬（英語：North American Rockwell OV-10 Bronco）是美國雙渦輪螺旋槳輕型攻擊和觀察飛機。它是在 1960 年代作為一種用於反叛亂(COIN)作戰的特種飛機而開發的，其主要任務之一是作為前線空中控制 (FAC)飛機。它可以攜帶多達 3,200磅（1,450千克）的外部彈藥、內部負載（例如傘兵或擔架），並且可以巡航三個小時或更長時間。
OV-10虽然是轻型攻击机，但是也加入了防弹设计。驾驶舱和机鼻蒙皮使用了玻璃纤维，具备一定的防弹能力。在座舱四周加装了12.7毫米的铝制装甲，以保护驾驶员，同时还配备有LW-3B弹射座椅。该机在驾驶舱防护方面一共使用了大约150公斤左右铝合金装甲。
机身后部设有一个2.1立方米的多用途货舱，可以装载 1450千克物资或5名伞兵或2个担架加1名医护人员。
OV-10具有良好的短距起降性能、轻盈快捷的低空机动性能以及灵活多样的武器挂载手段。

## 衍生型号
- YOV-10A

七架NA-300原型机，配备两台 600 轴马力 T76-G-6/8 发动机，最后一架使用 YT74-P-1 发动机飞行。
OV-10A
带有加大机翼和 715 轴马力 T76-G-10/12 发动机的原始生产版本。 区别在于中央后稳定器和中央机舱之间的长线高频 (HF) 天线，美国海军陆战队 114 个，美国空军 157 个。
- OV-10B

出口西德的拖靶机，在机身下方安装了一个目标拖曳吊舱。一个透明的圆顶取代了后货舱门。后座被移至货舱。
- OV-10B(Z)

出口西德的拖靶机，在机身上方的机舱中安装了一个 J85-GE-4 涡轮喷气发动机。总共向德国人提供了18架飞机。
- OV-10C

泰国出口版；基于OV-10A，建造了32架。
- YOV-10D (NOGS)

作为 YOV-10D、两个 OV-10A 转换、155395、155396 开发的夜间观察武装直升机系统原型变体。
- OV-10D

具备夜间作战能力。主要改进包括换装T76-G-420/421发动机，（最大功率776千瓦），发动机排气管增加了红外抑制器；机鼻下方增加了红外夜视仪，激光测距仪和目标指示器。1978年开始改装工作，共改装17架，1979年末开始交付。
- OV-10D+

美国海军陆战队的 OV-10D 升级型，包括在 MCAS Cherry Point 海军航空返工设施对 A 和 D 飞机进行广泛返工，新布线和加强机翼。发动机仪表从圆形刻度盘改为磁带读数。
- OV-10E

委内瑞拉出口版；基于OV-10A，建造了16架。
- OV-10F

印度尼西亚的出口版本；基于OV-10A，建造了16架。
- OV-10T

拟议的 OV-10 货运版，能够运载 8-12 名士兵或 4,500磅（2,000千克）货物，在越南战争期间研究但未开发。
- OV-10(X)

计划研制的最新改进型，后被取消。外观与OV-10D相似，升级了发动机，配有现代化成像/目标指示转塔和航电设备。除短翼机枪外，机腹还可安装一座30毫米机炮炮塔，可挂载多种现代化武器。

## 基本性能（OV-10D）

北美罗克韦尔OV-10野马

参考资料：Jane's All the World's Aircraft 1984-85
基本信息
- 机组：2
- 容量：载人货舱（无座位）或 3,200磅（1,451） 货运量
- 長度：44英尺0英寸（13.41）
- 翼展：40英尺0英寸（12.19）
- 高度：15英尺2英寸（4.62）
- 机翼面积：291.0平方英尺（27.03平方）
- 翼型：NACA 64A315[3]
- 空重：6,893磅（3,127）
- 总重：9,908磅（4,494）
- 最大起飛重量：14,444磅（6,552）(overload)
- 燃料容量：252美制加侖（210英制加侖；950公升） internal
- 发动机：2台Garrett T76-G-420/421涡轮螺旋桨发动机发动机，每台1,040匹軸馬力（780千瓦特）equivalent
- 螺旋桨：3桨叶Hamilton Standard，8英尺6英寸（2.59）直径constant-speed fully feathering propellers

性能
- 最大速度：250節（288英里每小時；463每小時）海平面上
- 戰鬥航程：198海里（228英里；367）
- 转场航程：1,200海里（1,381英里；2,222）带辅助燃料
- 升限：30,000英尺（9,100）
- 爬升率：3,020英尺每分鐘（15.3每秒）
- Take-off run: 740英尺（226米）
- Take-off distance to 50英尺（15米）: 1,120英尺（341米）
- Take-off distance to 50英尺（15米）: 2,800英尺（853米） at MTOW
- Landing run: 740英尺（226米）
- Landing run: 1,250英尺（381米） at MTOW
- Landing distance from 50英尺（15米）: 1,220英尺（372米）

武器

- 機槍：1 × 20 毫米（0.79 英寸）M197机炮（YOV-10D）“或” 4 × 7.62 × 51 毫米 M60C机枪 (OV-10D/D+)
- 外挂点：5 fuselage and 2 underwing 规定携带以下物品的组合：
  - 火箭彈：7 管或 19 管发射器，用于2.75英寸（70毫米）FFAR（英语：Folding-Fin Aerial Rocket）/WAFAR 或 2 管或 4 管发射器，用于5英寸（127毫米）FFAR 或 WAFARs
  - 飛彈：AIM-9 响尾蛇 （仅在机翼上）
  - 炸彈：高达500磅（227千克）